# サンクチュアリー・ハウジング
サンチュアリー・ハウジング (Sanctuary Housing) は、ウスターに本拠を置くハウジング・アソシエーション (housing association)。サンチュアリー・グループ (Sanctuary Group) 傘下である。
イギリス国内で、10万件ほどの住宅を管理している。
サンチュアリー・ハウジングは、スコットランド政府から提供された340万ポンドの資金を使って、レンフルーシャーのペイズリーで住宅開発をおこなっている.。
サンチュアリー・ハウジングは、500人以上の学習障害を抱えた人々を対象に、生活支援事業をおこなっている。
2019年3月に放映されたチャンネル4のドキュメンタリー番組『Dispatches』では、湿気や木食い虫、洪水などの被害を訴える入居者たちの不満が取り上げられた。社会住宅調整官( Regulator of Social Housing)は、基準に照らしての違反行為は認められなかったと述べたとされる。
2019年7月、サンチュアリー・ハウジングは、庶民院においてレイリー・アンド・ウィックフォード選挙区選出の議員であるマーク・フラーンスワーから、「極めて深刻な機能不全 (highly dysfunctional)」の状態にあり、「長年にわたり私の選挙区の人々の多くは、不十分な維持管理サービスしか提供されていない (consistently provided a poor maintenance service to many of my constituents over a period of many years)」として、批判された。その後程なくして、保守党の地盤であるロックフォード・ディストリクトの市議会は、サンチュアリー・ハウジングと共同声明を発表し、両者が12年間にわたって「成功裏に (successfully)」実績を積んできたと述べた。